# Gamasomorpha jeanneli
Gamasomorpha jeanneli är en spindelart som beskrevs av Fage 1936. Gamasomorpha jeanneli ingår i släktet Gamasomorpha och familjen dansspindlar.
Artens utbredningsområde är Kenya. Inga underarter finns listade i Catalogue of Life.